# Санфорд (Мичиген)
Санфорд (енгл. Sanford) град је у америчкој савезној држави Мичиген.

## Демографија
По попису из 2010. године број становника је 859, што је 84 (-8,9%) становника мање него 2000. године.
| Група             | 2000.       | 2010.       |
| Белци             | 919 (97,5%) | 820 (95,5%) |
| Афроамериканци    | 2 (0,2%)    | 1 (0,1%)    |
| Азијати           | 0 (0,0%)    | 6 (0,7%)    |
| Хиспаноамериканци | 13 (1,4%)   | 22 (2,6%)   |
| Укупно            | 943         | 859         |